# Giovani e belli
Giovani e belli è un film del 1996 diretto da Dino Risi, il suo ultimo per il grande schermo.

## Trama
Luca, un giovane di una famiglia molto ricca, va a Roma per cercare se stesso. Lì incontra Gino, che vive di espedienti e piccoli furti.

## Produzione
Ultimo film girato da Dino Risi, è uno dei pochi film in cui Ciccio Ingrassia lavorò da solo, senza lo storico compagno Franco Franchi (deceduto nel 1992). Il suo ultimo lavoro è stato Fatal Frames - Fotogrammi mortali del 1997. Ingrassia morirà sette anni dopo, il 28 aprile 2003, ad ottant'anni.